# Giovanni Bonomo
Giovanni Bonomo (Partinico, 10 luglio 1935 – 2010) è stato un mafioso italiano.
È comparso nella lista dei latitanti di massima pericolosità del Ministero degli Interni dal 1996 per due omicidi, traffico di droga, riciclaggio di denaro e associazione mafiosa, fino al suo arresto in Senegal nel novembre del 2003.

## Boss mafioso a Partinico
Bonomo è nato a Partinico in Sicilia. È subentrato a Vito Vitale come capomandamento di Partinico dopo l'arresto di quest'ultimo, avvenuto nell'aprile del 1998. Era considerato il cervello strategico e finanziario del clan della Mafia ed era in stretto contatto con i Corleonesi Giovanni Brusca e Leoluca Bagarella.
È stato accusato di aver ucciso due uomini a Partinico nel 1994 che hanno sfidato il clan mafioso del paese; uno di loro anche perché aveva commesso rapine nell'area senza il consenso della Mafia.
Ha acquistato una sostanziale ricchezza investendo nel mercato immobiliare nel centro di Palermo, azioni bancarie e nell'industria vinicola di famiglia. Il suo patrimonio di 45 miliardi di lire (23 milioni di euro) sono stati confiscati nel 2001.

## Fuggitivo
Secondo le informazioni della polizia, Bonomo ha vissuto in Namibia e Sudafrica, dove è rimasto a stretto contatto con un altro dei criminali italiani più ricercati, Vito Roberto Palazzolo, che ha speso lunghi periodi di tempo in Sudafrica e che rimane a piede libero.
Nel 1996 la squadra antimafia si è recata in Sudafrica con mandati di arresto per Giovanni Bonomo e un altro mafioso, Giuseppe Gelardi. I ricercati presumibilmente vivevano nell'immobile La Terra de Luc di Palazzolo a Franschhoek. I membri della sezione del crimine organizzato della polizia sudafricana hanno fatto irruzione nell'immobile il 6 giugno 1996, ma non hanno trovato Bonomo e Gelardi, tuttavia alcuni investigatori hanno trovato delle prove che chiunque viveva in quell'edificio, è stato costretto ad abbandonarlo in fretta.
Nel novembre del 2003 è stato arrestato a Dakar in Senegal, mentre veniva dalla Costa D'Avorio. Ha mostrato documenti falsi, ma è stato identificato dalle sue impronte digitali. È stato mandato in Italia dove è stato arrestato e incarcerato. Bonomo morì nel 2010, prima che la sentenza diventasse definitiva.